# Démographie de Saint-Louis (Haut-Rhin)
Pour les articles homonymes, voir Saint-Louis.
 (décembre 2023).

## Tableaux démographiques
Au recensement démographique de 1999, la population de la commune totalisait 19 961 habitants (ce qui la situe au 405e rang national). En sept ans, la ville de Saint-Louis avait perdu sept rangs au niveau national, sa population était de 19 547 habitants en 1990. Mais la variation de population 1990-1999 était positive de + 414 habitants, cette variation la plaçant au niveau national à la 1247e place. Son solde naturel pour la période 1990-1999 est positif de + 1 282 habitants. Son solde migratoire, pour cette même période, est négatif de - 868 habitants ce qui place la ville au niveau national au 8148e rang. Le taux annuel moyen de variation de la population pour la période 1990-1999 est de + 0,2 %.
Voici ci-dessous, l'évolution démographique de la ville de Saint-Louis classée par date de recensement de 1962 à 2006.

### Saint-Louis(depuis1953, fusion de Saint-Louis et Bourgfelden)
| 1954  | 1962   | 1968   | 1975   | 1982   | 1990   | 1999   | 2006   |
| ----- | ------ | ------ | ------ | ------ | ------ | ------ | ------ |
| 9 122 | 12 378 | 14 845 | 18 007 | 18 682 | 19 547 | 19 973 | 20 221 |

### Saint-Louis(Centre-ville)
| 1720   | 1789 | 1793 | 1794 | 1796 | 1800 | 1801 | 1807 | 1809 |
| ------ | ---- | ---- | ---- | ---- | ---- | ---- | ---- | ---- |
| 4 feux | 328  | 590  | 515  | 542  | 605  | 916  | 692  | 950  |

| 1821 | 1826  | 1831  | 1836  | 1841  | 1846  | 1851  | 1856  | 1861  |
| ---- | ----- | ----- | ----- | ----- | ----- | ----- | ----- | ----- |
| 966  | 1 050 | 1 263 | 1 327 | 1 459 | 1 473 | 1 464 | 1 520 | 1 635 |

| 1866  | 1871  | - | - | - | - | - | - | - |
| ----- | ----- | - | - | - | - | - | - | - |
| 1 731 | 1 731 | - | - | - | - | - | - | - |

| 1875  | 1880  | 1885  | 1890  | 1895  | 1900  | 1905  | 1910  | 1921  |
| ----- | ----- | ----- | ----- | ----- | ----- | ----- | ----- | ----- |
| 1 970 | 2 066 | 2 292 | 2 642 | 3 022 | 4 018 | 4 737 | 5 417 | 5 376 |

| 1926  | 1931  | 1936  | 1941  | 1945  | 1946  | 1975   | 1982   | 1990   |
| ----- | ----- | ----- | ----- | ----- | ----- | ------ | ------ | ------ |
| 5 700 | 6 375 | 7 158 | 4 867 | 5 756 | 6 475 | 12 340 | 12 463 | 12 409 |

| 2006   | - | - | - | - | - | - | - | - |
| ------ | - | - | - | - | - | - | - | - |
| 12 878 | - | - | - | - | - | - | - | - |

### Bourgfelden
| 1796 | 1800 | 1807 | 1809 | 1821 | 1826 | 1831 | 1836 | 1841 |
| ---- | ---- | ---- | ---- | ---- | ---- | ---- | ---- | ---- |
| 293  | 290  | 325  | 312  | 270  | 312  | 342  | 340  | 328  |

| 1846 | 1851 | 1856 | 1861 | 1866 | 1871 | 1875 | 1880 | 1885 |
| ---- | ---- | ---- | ---- | ---- | ---- | ---- | ---- | ---- |
| 473  | 570  | 557  | 677  | 815  | 862  | 924  | 849  | 838  |

| 1890  | 1895  | 1900  | 1905  | 1910  | 1921  | 1926  | 1931  | 1936  |
| ----- | ----- | ----- | ----- | ----- | ----- | ----- | ----- | ----- |
| 1 014 | 1 153 | 1 262 | 1 375 | 1 399 | 1 212 | 1 345 | 1 418 | 1 471 |

| 1941  | 1945  | 1946  | 1975  | 1982  | 1990  | 2006  | - | - |
| ----- | ----- | ----- | ----- | ----- | ----- | ----- | - | - |
| 1 186 | 1 342 | 1 400 | 3 817 | 3 856 | 3 950 | 3 972 | - | - |

### Neuweg
| 1650      | 1720    | 1766    | 1789 | 1793    | 1794 | 1796 | 1800 | 1807 |
| --------- | ------- | ------- | ---- | ------- | ---- | ---- | ---- | ---- |
| 10 (est.) | 15 feux | 16 feux | 379  | 40 feux | 296  | 328  | 331  | 303  |

| 1809 | 1821 | 1826 | 1880 | 1885 | - | - | - | - |
| ---- | ---- | ---- | ---- | ---- | - | - | - | - |
| 440  | 422  | 504  | 276  | 266  | - | - | - | - |

| 1895 | 1900 | 1905 | 1910 | 1921 | 1926 | 1931 | 1936 | 1946 |
| ---- | ---- | ---- | ---- | ---- | ---- | ---- | ---- | ---- |
| 317  | 420  | 462  | 637  | 618  | 660  | 710  | 802  | 802  |

| 1954  | 1975  | 1982  | 1990  | 2006  | - | - | - | - |
| ----- | ----- | ----- | ----- | ----- | - | - | - | - |
| 1 016 | 1 950 | 2 434 | 3 369 | 3 471 | - | - | - | - |

## Histogramme montrant l'évolution de la population

### Saint-Louis après 1953
Voici ci-dessous, un tableau démographique à partir de 1962 jusqu'en 2006 sur la ville de Saint-Louis classé par date de recensement.

## Pyramide des âges
84 % de la population ludoviciennes a moins de soixante ans. En revanche, 16 % de cette même population se trouve dans une frange supérieure à cet âge. Voici ci-dessous, les données en pourcentages de la pyramide des âges pour la commune de Saint-Louis.
Pyramide des âges
| Tranche d'âge                            | 0 - 19 ans | 20 - 39 ans | 40 - 59 ans | 60 - 74 ans | Plus de 75 ans |
| ---------------------------------------- | ---------- | ----------- | ----------- | ----------- | -------------- |
| Saint-Louis                              | 24,1 %     | 32 %        | 27,9 %      | 10,8 %      | 5,3 %          |
| Moyenne Nationale                        | 24,6 %     | 28,1 %      | 26 %        | 13,6 %      | 7,7 %          |
| Sources des données : INSEE / Internaute |            |             |             |             |                |

## Les ménages
Le nombre total de ménages ludovienciens est de 9 620. Ces ménages comptent de un à six individus, voire plus. Voici ci-dessous, les données en pourcentages de la répartition de ces ménages par rapport au nombre total de ménages.
Les Ménages
| Ménages de :                             | 1 personne | 2 pers. | 3 pers. | 4 pers. | 5 pers. | 6 pers. ou + |
| ---------------------------------------- | ---------- | ------- | ------- | ------- | ------- | ------------ |
| Saint-Louis                              | 36 %       | 30,7 %  | 15,8 %  | 10,8 %  | 4,3 %   | 2,4 %        |
| Moyenne Nationale                        | 31 %       | 31,1 %  | 16,2 %  | 13,8 %  | 5,5 %   | 2,4 %        |
| Sources des données : INSEE / Internaute |            |         |         |         |         |              |

## Le logement
Saint-Louis comptait 8 760 logements en 1999 pour 19 754 habitants soit environ 2,3 personnes par habitation. Les constructions neuves sont peu présentes et le parc immobilier est assez ancien puisque 68,2 % des résidences principales ont été construites avant 1974. Les constructions antérieures à 1949 représentent même 20,4 % du parc.

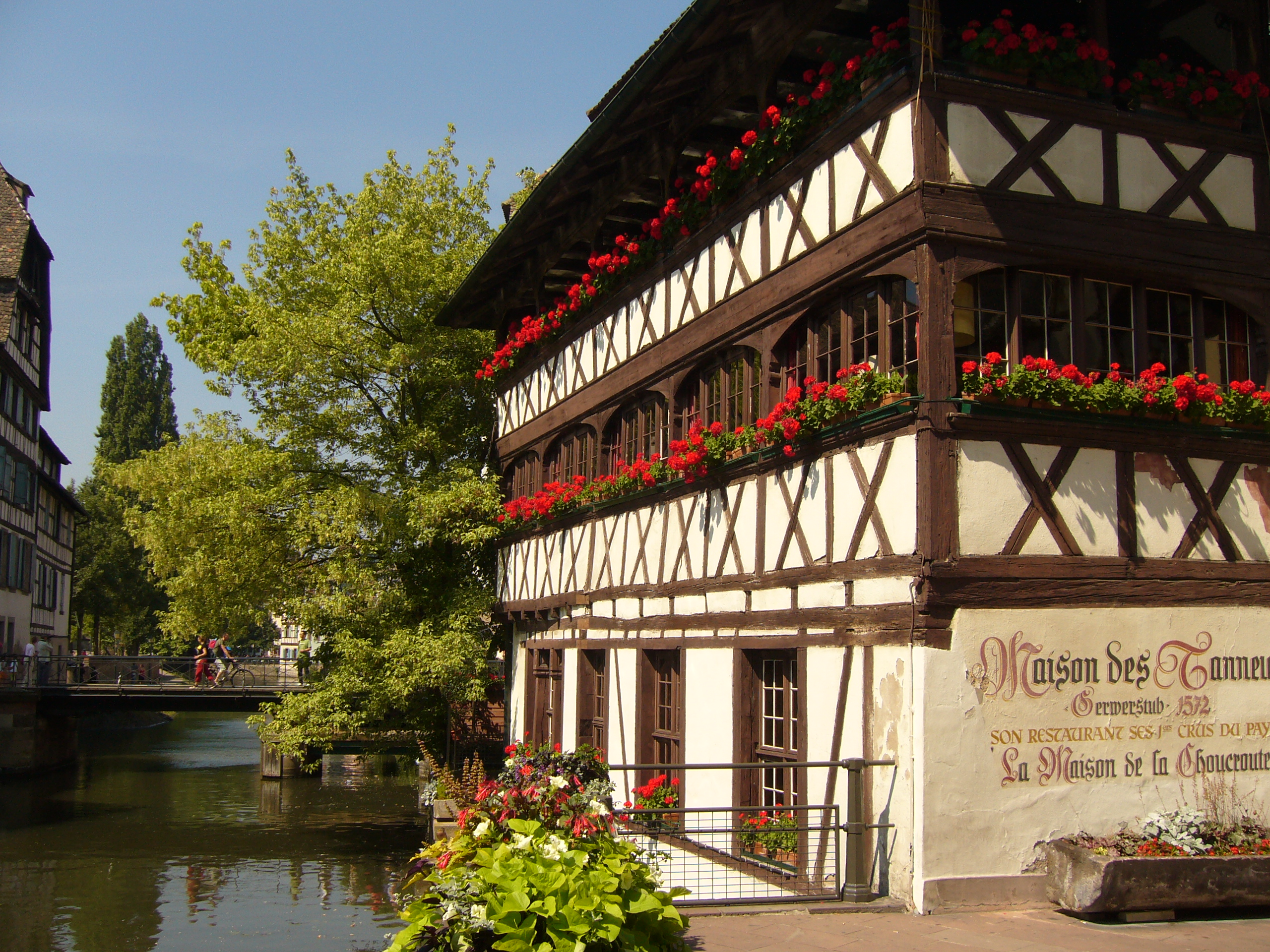
Maison à colombage typique de la région Alsace.

91,1 % des logements sont des résidences principales, réparties à 28,4 % en maisons individuelles et à 71,6 % en appartements (respectivement 48,8 % et 51,2 % dans la région). Saint-Louis possède donc beaucoup de logements collectifs. 40,1 % des habitants sont propriétaires de leur logement, contre 56,9 % qui ne sont que locataires (respectivement 54,6 % et 40,3 % dans la région),.
À noter qu’avec 2 124 logements HLM soit 24,2 % du parc en 1999 (12,5 % dans la région), la ville respecte les dispositions de l’article 55 de la loi solidarité et renouvellement urbain (SRU) de décembre 2000 fixant à 20 % le taux minimum de logements sociaux pour les communes les plus importantes. On peut noter en outre que le nombre de logements vacants était assez important en 1999 avec 7,2 % du parc contre seulement 6,5 % dans la région.
La plupart des habitations possèdent 4 pièces (50,7 %), ou 3 pièces (26,2 %), puis 2 pièces (16,0 %). Les petits logements restent peu nombreux (studios : 7,0 %). La ville possède par conséquent des logements de taille importante du fait de l'espace immobilier non restreint, permettant de grandes constructions, et du fait de la demande faible en petits logements,. Enfin il faut préciser que ces logements sont bien dotés puisque 88,4 % ont le chauffage central et 57,3 % possèdent un garage, box ou parking (respectivement 83,8 % et 65,8 % pour la région).